# Mesopolystoechus apicalis
Mesopolystoechus apicalis  (лат.) — ископаемый вид мелких сетчатокрылых насекомых рода Mesopolystoechus из семейства Polystoechotidae. Обнаружен в юрских отложениях Средней Азии (Кыргызстан, ?Таджикистан; Sulyukta Formation, около 185 млн лет, плинсбахский ярус). Длина крыла 27 мм.
Вид Mesopolystoechus apicalis был впервые описан в 1937 году советским палеоэнтомологом Андреем Васильевичем Мартыновым (1879—1938; ПИН РАН, Москва, СССР) вместе с таксонами Aboilus cellulosus, Archaboilus kisylkiensis, Choristopsyche tenuinervis, Cicadellopsis incerta, Diphtheropsis incerta, Eofulgoridium kisylkiense и другими новыми ископаемыми видами. Таксон Mesopolystoechus apicalis близок к виду Mesopolystoechus wangyingziensis.